# Edrington Group
Edrington Group est une entreprise écossaise spécialisée dans la production de spiritueux. Elle possède notamment les marques : The Famous Grouse, Cutty Sark, Macallan, Highland Park.